# Rhysipolis oculator
Rhysipolis oculator är en stekelart som beskrevs av Sergey A. Belokobylskij 1986. Rhysipolis oculator ingår i släktet Rhysipolis och familjen bracksteklar. Inga underarter finns listade i Catalogue of Life.